# M46 Patton
L'M46 era un carro armato medio progettato negli Stati Uniti, il primo carro a portare il nome del generale George S. Patton, comandante della Terza Armata degli Stati Uniti durante la seconda guerra mondiale e uno dei primi fautori americani per l'uso di carri armati in battaglia. Entrò in servizio nell'esercito degli Stati Uniti sul finire del 1949, e rimase in servizio fino al 1957; fu in dotazione anche negli eserciti degli alleati degli USA durante gli anni della guerra fredda, in particolare Belgio, Francia ed Italia. Il carro M46 partecipò alla guerra di Corea a partire dal 1951.
Il carro armato M46 era stato progettato per sostituire l'M26 Pershing, di cui era un'evoluzione, e l'M4 Sherman; venne sostituito dall'M47 Patton.